# Conejos, Colorado
Conejos är administrativ huvudort i Conejos County i Colorado. Enligt 2020 års folkräkning hade Conejos 46 invånare.